# Tom Clancy's Ghost Recon: Jungle Storm
 (novembre 2019).
Si vous disposez d'ouvrages ou d'articles de référence ou si vous connaissez des sites web de qualité traitant du thème abordé ici, merci de compléter l'article en donnant les références utiles à sa vérifiabilité et en les liant à la section « Notes et références ».
Tom Clancy's Ghost Recon: Jungle Storm est une extension pour Tom Clancy's Ghost Recon, sortie sur PlayStation 2 et N-Gage en 2004. Il s'agit de l'extension Island Thunder, à laquelle fut rajoutée une deuxième campagne solo en 8 missions, se déroulant en Colombie.

## Histoire
Se déroulant après la campagne de Cuba, Jungle Storm prend place à Bogota, en Colombie, un cartel de la drogue appartenant aux FARC. Les FARC ont financé les actions de la FDG à Cuba, mais cette campagne électorale fut un échec. Depuis lors, les FARC ont initié plusieurs attaques terroristes contre le gouvernement colombien, qui s'est récemment allié aux Américains. À la suite de l'attaque d'une ambassade américaine en Colombie, la Colombie appelle à l'aide ses alliés américains, qui répondent à la situation en envoyant les Ghosts, chargés de mettre fin aux commerces illégaux du cartel et de restaurer l'ordre.
Une fois déployés, les Ghosts se mobilisent pour affronter une nouvelle menace, une milice rebelle dénommée MFLC (Movimiento de las Fuerzas Libres Colombianas, ou Mouvement des Forces Libres de Colombie), un équivalent des FARC. Le chaos causé par le MFLC s'étend jusqu'en Équateur et au Pérou, rendant les opérations de maintien de la paix vitales.
Tout au long de la campagne, les Ghosts abattent plusieurs leaders de la MFLC, défendent des centres civils, libèrent des prisonniers et interrompent des échanges de drogue pour affaiblir l'économie du MFLC. Bien que les Ghosts causent de sévères dommages au MFLC, le MFLC et les FARC disposent tous deux de connexions avec des cellules dormantes infiltrées à Cuba. Même si leurs commandants en Colombie ne leur ont pas donné l'ordre d'user de la force, ces cellules représentent un grave danger pour la population cubaine et son gouvernement démocratique. Pour empêcher ces actes de violence insensés, les Ghosts lancent un assaut contre le dernier campement majeur du MFLC dans les montagnes, qui dispose d'une grande antenne radio. Avec l'aide des casques bleus et du personnel de l'antenne radio capturé, les Ghosts annulent les ordres envoyés aux cellules dormantes, mettant un terme définitif à la rébellion du MFLC. Le jeu ne précise pas ce qu'il advient de la Colombie après la dissolution du MFLC, mais l'on peut penser que leur défaite entraîne une diminution de l'activité des autres mouvements rebelles colombiens.